# Schönborn, Elbe-Elster
Schönborn là một đô thị thuộc huyện Elbe-Elster, bang Brandenburg, Đức. Đô thị Schönborn, Elbe-Elster có diện tích 38,46 km², dân số thời điểm 31 tháng 12 năm 2006 là 1820 người.